# Alexandre (filho de Lisímaco)
Alexandre foi um filho de Lisímaco. Sua mãe pode ter sido Amástris, ou uma mulher do Reino Odrísio. Lisímaco havia feito guerra contra o Reino Odrísio, mas terminou celebrando um acordo de paz, em que sua filha foi dada em casamento ao rei dos getas.
Alexandre capturou a cidade de Cotílio, na Frígia, usando a seguinte estratégia: ele entrou na cidade acompanhado de duas crianças, quando a porta foi aberta ele sinalizou a seus homens, tirando o chapéu, que capturaram a cidade.
Após o assassinato de Agátocles, filho de Lisímaco, Lisandra, esposa de Agátocles, fugiu para Seleuco I Nicátor, levando seus filhos; Alexandre foi junto.
Após a batalha contra Seleuco em que Lisímaco foi morto, Alexandre conseguiu seu corpo e enterrou-o no Quersonésio; seu túmulo ainda podia ser visto à época de Pausânias.
Alguns historiadores modernos [carece de fontes?] sugerem que Alexandre foi rei da Macedônia no período de anarquia após a invasão gaulesa da Grécia, tendo reinado após Sóstenes e Ptolemeu, e antes de Pirro do Epiro.